# Iglesia de San Pedro (Lovaina)
La iglesia de San Pedro (en neerlandés: Sint-Pieterskerk) de Lovaina, Bélgica, está situada en el Grote Markt (principal plaza del mercado de la ciudad), justo al otro lado del Ayuntamiento. Construida principalmente en el siglo XV en estilo gótico brabanzón, la planta de la iglesia tiene forma de cruz latina, su campanario nunca se acabó. Es, junto con la catedral de los Santos Niños Justo y Pastor de Alcalá de Henares en España, uno de los dos templos que ostentan el título de iglesia Magistral, lo que suponía que todos sus canónigos debían ser doctores en teología.
La torre de la iglesia forma parte de un grupo de 56 torres y campanarios municipales de Bélgica y Francia declarados Patrimonio de la Humanidad de la Unesco desde 1999 (ID 943-012).

## Historia
La primera iglesia del lugar, presumiblemente fundada en el año 986, era de madera y sufrió un incendio en 1176. Fue reemplazada por una iglesia románica, construida en piedra, con un extremo occidental flanqueado por dos torres redondas, como en la basílica de Nuestra Señora en Maastricht. Del edificio románico sólo queda parte de la cripta, por debajo de la cancela del edificio actual.
La construcción del actual edificio gótico, significativamente más grande que su predecesor, se comenzó hacia el año 1425, y fue continuado durante más de medio siglo en un estilo marcadamente uniforme, reemplazando a la iglesia anterior progresivamente desde el este (cancela) hacia el oeste. Su construcción se solapó con la del Ayuntamiento al otro lado de la plaza y en los primeros decenios compartió la misma sucesión de arquitectos que su vecino civil: primero Sulpitius van Vorst, seguido por Jan II Keldermans y más tarde Matheus de Layens. En 1497 el edificio estaba prácticamente acabado, aunque se  continuó haciendo modificaciones, especialmente en el extremo occidental.

### Torres
En 1458, un incendio afectó a las antiguas torres románicas que aún flanqueaban el extremo occidental del edificio inconcluso. Rápidamente siguieron los primeros arreglos para un nuevo complejo de torres, pero nunca se llevaron a cabo. Luego, en 1505, Joost Matsys (hermano del pintor Quentin Massys) forjó un ambicioso plan para erigir tres torres colosales de sillería coronada por agujas caladas, que habrían tenido un gran efecto, pues la aguja central alcanzaría los 170 metros, convirtiéndose así en el edificio más alto del mundo de su época. La insuficiente estabilidad del suelo y la carencia de fondos hicieron que este plan fuese impracticable, pues la torre central alcanzó menos de un tercio de su pretendida altura antes de que el proyecto se abandonara en el año 1541. La altura quedó aún más reducida por derrumbamientos parciales desde 1570 a 1604, de manera que actualmente la torre principal alcanza a duras penas por encima del tejado de la iglesia; a sus lados hay meros esbozos. El arquitecto, sin embargo, había hecho una maqueta del diseño original, que se conserva en el brazo del transepto meridional.
A pesar de su estado inacabado, las torres están incluidas dentro del grupo de 56 torres y campanarios de Bélgica y Francia en la lista de Patrimonio de la Humanidad de la Unesco desde 1999.

### Guerra y posguerra
La iglesia resultó muy dañada en ambas guerras mundiales. En 1914 un fuego derrumbó el tejado y en 1944 una bomba destruyó parte del lado septentrional.
El techo reconstruido está coronado en el crucero por una flèche, que, a diferencia de la cúpula del siglo XVIII que la precedió, encaja estilísticamente con el resto de la iglesia.
Una adición muy tardía (1998) es el jacquemart, o autómata, que periódicamente hace sonar una campana cerca del reloj en el hastial del transepto meridional.

## Obras de arte y reliquias
A pesar de la devastación de las dos guerras mundiales, la iglesia sigue siendo rica en obras de arte. La cancela y la girola fueron transformadas en museo en el año 1998, donde los visitantes pueden ver una colección de esculturas, pinturas y metalistería.
Sobresalen dos pinturas del antiguo flamenco Dirk Bouts, su Última Cena (1464-1468) y el Martirio de San Erasmo (1465). La calle que da al extremo occidental de la iglesia tiene el nombre del artista.

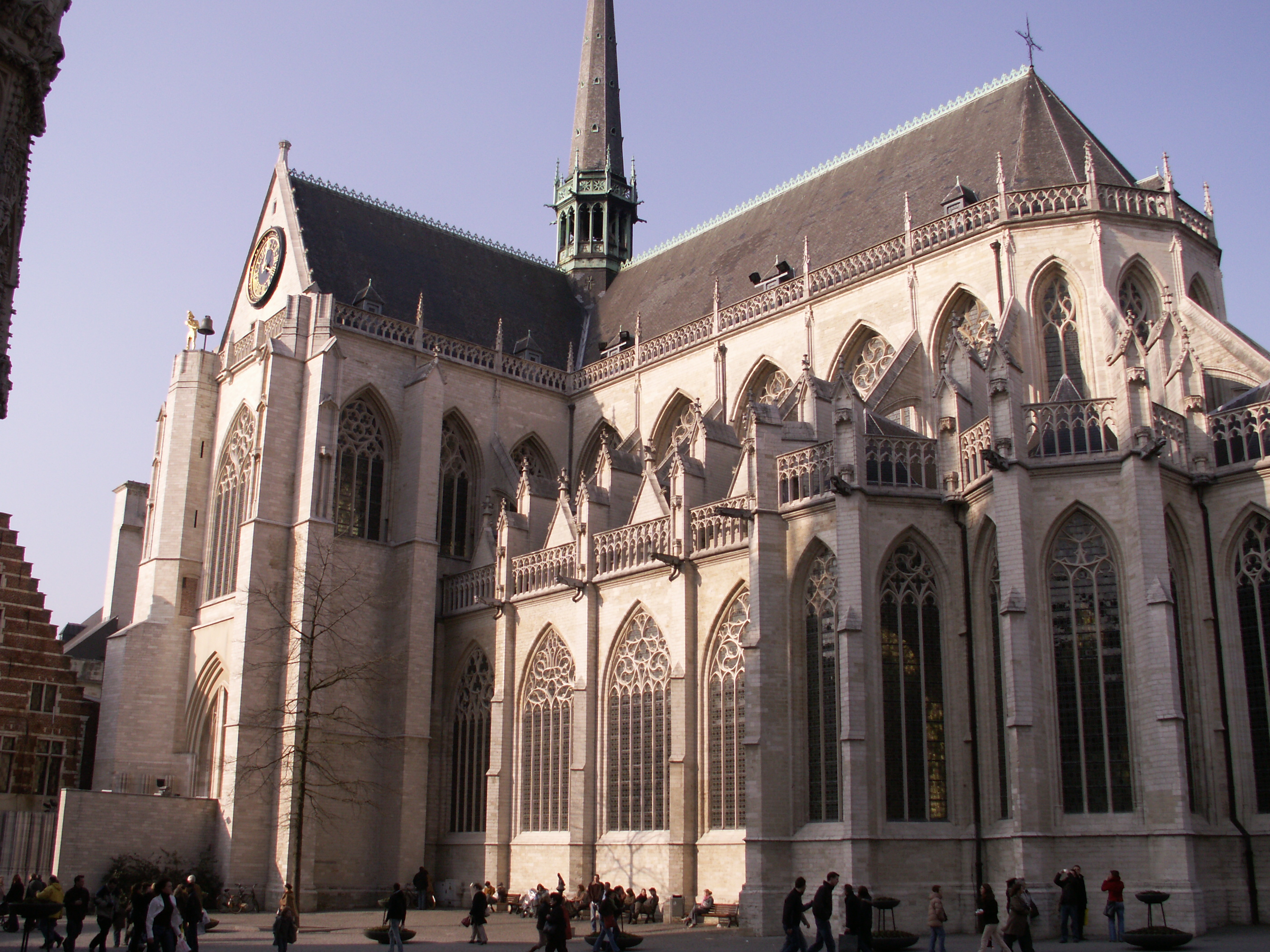
Cancela y transepto meridional, vistos desde la plaza del mercado.

Un elaborado sagrario en piedra (1450), en forma de torre hexagonal, se eleva entre un frondoso racimo de pináculos con hojas talladas hasta una altura de 12,5 metros. Una creación del arquitecto de Layens (1450), es un ejemplo de lo que se llama en holandés un sacramentstoren, o en alemán un Sakramentshaus, en el que los artistas se esforzaban más que en cualquier otra obra de arte.
En capillas laterales se encuentran las tumbas de Enrique I de Brabante, fallecido en el año 1235), su esposa Matilda (fallecida en 1211) y su hija María (fallecida en 1260). Godofredo II de Lovaina se encuentra también enterrado en esta iglesia.
Un gran y elaborado púlpito de roble, que fue transferido desde la iglesia abacial de Ninove, está tallado con una representación a tamaño natural de Norberto de Xanten cayendo del caballo.
Uno de los objetos más antiguos en la colección de artes es una cabeza de madera del siglo XII, que es el único resto que queda de un crucifijo que ardió durante la Primera Guerra Mundial.
Hay también una escultura obra de Nicolaas de Bruyne del año 1442 representando a la Virgen con Niño entronizados sobre el Trono de la Sabiduría (Sedes Sapientiae). El tema aún se usa hoy en día como emblema de la Universidad Católica de Lovaina.

### Nota
- Esta obra contiene una traducción  derivada de «St. Peter's Church, Leuven» de Wikipedia en inglés, publicada por sus editores bajo la Licencia de documentación libre de GNU y la Licencia Creative Commons Atribución-CompartirIgual 4.0 Internacional.